# Tòfol Nano
El Tòfol Nano és un dels gegants que forma part del bestiari del Carnaval de Solsona, construït l'any 1983 pel mestre geganter Manel Casserras i Boix. Durant l'edició de l'any 2007 del Carnaval, va tenir lloc la celebració del 25è aniversari de la construcció del gegant. Seguint amb la tradició iniciada l'any abans amb el 25è aniversari del Gegant Boig, una part important de la festa rondava al voltant d'aquest element: la portada del programa d'aquesta edició estava dedicada a aquesta peça, i durant diversos actes realitzats durant la festa solsonina, el protagonista va ser aquest gegant. A més, es va aprofitar per presentar el nou ballet i corresponent música d'aquest element, creats pels artistes solsonins Josep Dalmau i Bantolra (coreografia) i Roger Mas (música).